# كفر شعبان
قرية كفر شعبان هي إحدى القرى التابعة لمركز منيا القمح في محافظة الشرقية في جمهورية مصر العربية. حسب إحصاءات سنة 2006، بلغ إجمالي السكان في كفر شعبان 2255 نسمة، منهم 1139 رجل و1116 امرأة.